# Methodologie
Methodologie is de studie van de wetenschappelijke methoden, de procedures en werkwijzen, die moeten worden gebruikt om kennis te verwerven en om de wetenschap vooruit te helpen. Elke vakdiscipline heeft eigen methoden en technieken en vaak ook een specifieke organisatie met onderzoekers, leerstoelen en vakliteratuur, waar deze specifieke methodologie wordt bestudeerd. Er zijn ook algemene methoden, technieken en principes die voor alle wetenschappen gelden, en deze beginselen worden bestudeerd in de wetenschapsfilosofie.

## Algemeen
Methodologie wordt ook wel methodenleer of methodiek genoemd. De term stamt van het Griekse meta (na), hodos (weg), logos (leer), en betekent letterlijk "leer van de af te leggen weg". Tegenwoordig heeft het begrip verschillende betekenissen:
1. de analyse van de principes van methodes, regels, theorieën en uitgangspunten gebruikt door vakdisciplines
2. de ontwikkeling van methoden, die worden aangewend binnen vakgebieden
3. de in een onderzoek of ontwikkeling aangewende methoden
4. een specifieke procedure of verzameling van procedures.

Deze laatste betekenis wordt met name in Engelstalige landen veelvuldiger gebruikt. Een specifieke procedure wordt daar vaak meteen een methodologie genoemd, terwijl men in het Nederlands van een methode of procedure zou spreken.

## Historie van de methodologie
De leer van de kennisontwikkeling is oorspronkelijk het sluitstuk van de logica. De basis van dit vak is gelegd door Aristoteles. Hij onderscheidde een leer van begrippen, van uitspraken, van redeneringen en van de kennisontwikkeling. En dit laatste werkte hij ca. 300 BC uit in z'n Analytica posteriora. Sinds de Renaissance zijn in de kennisleer vanuit herinterpretatie en actualisering van die klassieke teksten nieuwe inzichten ontwikkeld. Het bekendste voorbeeld is René Descartes die met zijn Discours de la méthode uit 1637 de basis legde voor de analytische werkwijze.
De term methodologie zelf is voor het eerst gebruikt in de 17e-eeuwse Duitse schoolfilosofie. In de 18e eeuw was het synoniem met logica en dialectiek in de betekenis van "discipline van de methodenreflectie". Men onderzocht hier de regels voor het uitvinden van de waarheid en haar bewijsvoering. Het begrip had toen ook een nu vergeten betekenis van het meedelen van erkende waarheden. Eind 18e eeuw kwam Immanuel Kant in zijn boek Kritik der reinen Vernunft met een transcendentale methodenleer. Hieronder verstond Kant een geheel van bepalingen van de formele voorwaarden voor een systeem van de zuivere rede. In de 19e eeuw werd de methodenleer weer opgevat in de traditionele 18e-eeuwse betekenis van logica. Methodologie werd met filosofen als John Stuart Mill en Wilhelm Wundt de aanduiding voor de praktische aanwending van de logica in het onderzoek en de kennisontwikkeling.
Het heeft tot halverwege de 20e eeuw geduurd voor de methodologie zich tot zelfstandig specialisme ontwikkelde. De Inleiding tot de logica en methodologie van Gerard Heymans uit 1941 was een eerste boek in Nederland, dat expliciet over methodologie handelde. Later werd het boek Methodologie: grondslagen van onderzoek en denken in de gedragswetenschappen uit 1961 van Adriaan de Groot een standaardwerk voor de sociale wetenschappen.
In de tweede helft van de 20e eeuw heeft de methodologie in vele vakgebieden een grote vlucht genomen als specialisme, maar ook voor elke wetenschapper op zijn eigen vakgebied. Een zelfstandig beroep is de methodoloog (nog) niet geworden. Tot methodoloog rekenen we de wetenschapper, die over een breder vakspecialisme studie verricht naar methoden van onderzoek en wetenschapsontwikkeling.

## Vormen van methodologie

Een indeling van de methodologie naar het object van studie. (naar Eekels, 1985).

Er zijn in de theorie en praktijk tegenwoordig talloze specifieke vormen van methodologie. Tegenwoordig zijn er ook enkele algemenere vormen van methodologie, die in de praktijk alle als "methodologie" worden aangeduid. Dit zijn:
1. Algemene methodologie: de studie van de wetenschappelijke methode, komt overeen met wetenschapsfilosofie, en wordt ook wel "wetenschapsmethodologie" genoemd.
2. Ontwerpmethodologie: dit is de wetenschap over de methoden en technieken voor het ontwerpen en construeren.
3. Onderzoeksmethodologie: dit is de wetenschap over de methoden en technieken voor de uitvoering van wetenschappelijk onderzoek.
4. Verzameling van methoden en technieken van een specifiek vakgebied.

Ontwerpmethodologie vind je vooral in technische wetenschappen. Onderzoeksmethodologie is sterker ontwikkeld in de sociale wetenschappen.
In zijn Inleiding methodologie onderscheidde Eekels drie vormen methodologie: De formele logica met daarnaast de "methodologie van de techniek" en de "methodologie van de wetenschap". Deze laatste twee benamingen worden niet vaak gebruikt, maar de driedeling komt wel overeen met de hierboven gemaakte opdeling.

## Onderwerp van de methodologie
Methodologie bestudeert de methoden en technieken, die in de wetenschap worden voorgeschreven. Hierbij tracht men grondslagen te formuleren voor het wetenschappelijk denken en handelen. In de algemene methodologie wordt bijvoorbeeld gekeken naar (De Groot 1961):
- De empirische cyclus in de wetenschap
- Het ontwerpen van theorieën en hypotheses
- Formuleren van theorieën
- Objectiviteit
- Verzamelen en bewerken van gegevens
- Validiteit van variabelen, nauwkeurigheid, betrouwbaarheid en efficiency
- Vormen van onderzoek en eenheid in de wetenschap

In leerboeken wordt deze stof tegenwoordig zowel methodologie (Jonker, 2004) als wetenschapsfilosofie genoemd (Kroes, 1996).

## Methodoloog
Een methodoloog is een deskundige op het gebied van de methoden en technieken in een wetenschappelijk vakgebied. Nu is iedere wetenschapper tot op zekere hoogte expert in de methoden en technieken van z'n vakspecialisme en zal hij en zij deze in z'n werk ook zelf verder ontwikkelen. De methodologen onder hen zijn wetenschappers, die over een breder vakgebied studie verrichten naar meerdere uiteenlopende methoden van onderzoek en wetenschapsontwikkeling. Hierbij overspant de methodoloog in de regel meerdere vakspecialismes.
Net als de indeling in vormen van methodologie, kan men ook meerdere soorten methodologen onderscheiden:
1. Experts op het gebied van de algemene methodologie ofwel wetenschapsfilosofie.
2. Experts op het gebied van de onderzoeksmethodologie.
3. Experts op het gebied van de ontwerpmethodologie.
4. Experts op het gebied van de methoden en technieken van één vakgebied.

In de praktijk worden al deze experts methodoloog genoemd. Het soort specialisme blijkt vaak pas uit de curricula van afzonderlijke experts. In de lijst van Nederlandse methodologen valt ook af te lezen, dat methodologen in vele vakgebieden werkzaam zijn.